# Berlinale 1974
La Berlinale 1974 était la 24e édition du festival du film de Berlin, qui s'est déroulée du 21 juin 1974 au 2 juillet 1974.

## Jury
- Rodolfo Kuhn (Président du jury)
- Margaret Hinxmann
- Pietro Bianchi
- Gérard Ducaux-Rupp
- Kurt Heinz
- Akira Iwasaki
- Arthur Knight
- Manfred Purzer
- Piet Ruivenkamp

## Sélections

### Compétition
La sélection officielle en compétition se compose de 24 films.
- El amor del capitán Brando de Jaime de Armiñán[1]
- Ankur de Shyam Benegal[1]
- L'Apprentissage de Duddy Kravitz (The Apprenticeship of Duddy Kravitz) de Ted Kotcheff[2]
- Bobbys krig d'Arnljot Berg[1]
- La Chanson de l'aube (Asayake no uta) de Kei Kumai[1]
- Effi Briest de Rainer Werner Fassbinder[1]
- En handfull kärlek de Vilgot Sjöman[1]
- Les Guichets du Louvre de Michel Mitrani[1]
- Ha'Ya'ar Ha-Kasum de Shlomo Suriano[1]
- L'Horloger de Saint-Paul de Bertrand Tavernier[2]
- Im Namen des Volkes d'Ottokar Runze[2]
- Little Malcolm de Stuart Cooper[2]
- Pain et Chocolat (Pane e cioccolata) de Franco Brusati[2]
- La Patagonia rebelde de Héctor Olivera[2]
- Le Pélican de Gérard Blain[1]
- Predstava Hamleta u selu Mrduša Donja de Krsto Papić[1]
- Tabiate bijan de Sohrab Shahid Saless[2]
- La Terre de nos ancêtres (Maa on syntinen laulu) de Rauni Mollberg[1]
- There Is No 13 de William Sachs[1]
- Two de Charles Trieschmann[1]
- Charley le borgne (Charley One-Eye) de Don Chaffey[3],[source insuffisante]
- Le Conscrit (De loteling) de Roland Verhavert[4],[source insuffisante]
- Sagarana, o Duelo de Paulo Thiago[5],[source insuffisante]
- Zeami de Susumu Harada[6],[source insuffisante]

### Courts métrages
- The Concert de Claude Chagrin[2]
- Man anam keh d'Ali Akbar Sadeghi[7]
- Sea Creatures de Robin Lehman[2]
- Straf d'Olga Madsen[2]

## Palmarès
- Ours d'or : L'Apprentissage de Duddy Kravitz de Ted Kotcheff
- Ours d'argent (Grand prix du jury) : L'Horloger de Saint-Paul de Bertrand Tavernier